# نيكول جونسون
نيكول جونسون (بالإنجليزية: Nicole Randall Johnson)‏ (و. 1973 – م) هي ممثلة، وممثلة تلفزيونية، من الولايات المتحدة الأمريكية، ولدت في لوس أنجلوس.

## التعليم
تعلمت في جامعة أريزونا.

## وصلات خارجية
- نيكول جونسون على موقع IMDb (الإنجليزية)
- نيكول جونسون على موقع ألو سيني (الفرنسية)
- نيكول جونسون على موقع أول موفي (الإنجليزية)
- نيكول جونسون على موقع قاعدة بيانات الأفلام السويدية (السويدية)
- نيكول جونسون على موقع قاعدة بيانات الفيلم (الإنجليزية)
- نيكول جونسون على موقع كينوبويسك (الروسية)